# Kozița, Tărgoviște
Kozița (în bulgară Козица) este un sat în comuna Popovo, regiunea Tărgoviște,  Bulgaria. 

## Demografie
Componența etnică a satului Kozița
     Turci (76,85%)
     Bulgari (2,77%)
     Nicio identificare (12,65%)
     Altele (7,71%)
La recensământul din 2011, populația satului Kozița era de 324 locuitori. Din punct de vedere etnic, majoritatea locuitorilor (76,85%) erau turci, cu o minoritate de bulgari (2,77%). Pentru 12,65% din locuitori nu este cunoscută apartenența etnică.